# Program Budowy 100 Obwodnic na lata 2020–2030
Program Budowy 100 Obwodnic na lata 2020–2030 – dokument rządowy określający cele i priorytety inwestycyjne w zakresie budowy obwodnic miast na sieci dróg krajowych. W dokumencie wskazano źródła finansowania oraz listę zadań inwestycyjnych kierowanych do realizacji. Inwestycje związane z budową nowych obwodnic będą realizowane przez Generalną Dyrekcję Dróg Krajowych i Autostrad.
W ramach rządowego programu powstanie 100 obwodnic na sieci dróg krajowych o łącznej długości ok. 820 km. Będą to trasy o najwyższych parametrach technicznych, dostosowane do przenoszenia obciążenia 11,5 t/oś. Obwodnicom będą towarzyszyły urządzenia bezpieczeństwa ruchu drogowego, w tym oświetlenie spełniające wytyczne prawidłowego oświetlenia przejść dla pieszych.
Dla części obwodnic opracowano już dokumentację niezbędną do rozpoczęcia inwestycji, dla części jest prowadzony proces przygotowawczy. Są też takie zadania, dla których przygotowania dopiero się rozpoczną.

## Finansowanie programu
Koszt realizacji 100 obwodnic został oszacowany na blisko 28 mld zł.
Budowa będzie finansowana ze środków Krajowego Funduszu Drogowego prowadzonego przez Bank Gospodarstwa Krajowego. Do KFD wpływają środki z opłaty paliwowej, kredytów i pożyczek, głównie od międzynarodowych instytucji finansowych oraz z obligacji. Konto KFD zasilają ponadto wpływy z Elektronicznego Systemu Poboru Opłat. Istotnym źródłem wpływów do KFD będą również środki UE, pochodzące z programów operacyjnych w ramach perspektywy 2014-2020 oraz 2021-2027.

## Realizacja programu
Obecnie zrealizowanych zostało siedem obwodnic:
- Smolajn (DK51, 1,8 km); otwarcie – 19 sierpnia 2022 roku[2]
- Brzezia (DK25, 4,5 km); otwarcie – 29 października 2022 roku[3]
- Grzymiszewa (DK72, 1,5 km); otwarcie – 14 czerwca 2024 roku[4]
- Strykowa (DK32, 3 km); otwarcie – 23 sierpnia 2024 roku[5]
- Gryfina (DK31, 5,6 km); otwarcie – 17 grudnia 2024 roku[6]
- Strzelec Krajeńskich (DK22, 7 km); otwarcie – 15 lutego 2025 roku[7]
- Szczecinka (DK20, 4,3 km); otwarcie – 30 kwietnia 2025 roku[8]
- Żodynia (DK32, 3,3 km); otwarcie – 26 maja 2025 roku[9]

W realizacji jest z kolei jedenaście obwodnic:
- Gostynia (DK12, 8,4 km)
- Koźmina Wielkopolskiego (DK15, 6 km)
- Krosna Odrzańskiego (DK29, 11,4 km)[10]
- Lipska (DK79, 6,4 km)
- Pułtuska (DK61, 19,8 km)
- Suchowoli (DK8, 15,1 km)
- Sztabina (DK8, 4,2 km)
- Wąchocka (DK42, 11,7 km)
- Głogowa (DK12, 18,5 km)[11]
- Białobrzegów (DK8, 3,4 km)[12]
- Dzwoli (DK74, 2,7 km)[13]
- Gorajca (DK74, 6,6 km)[14]

Spośród wyżej wymienionych obwodnic pięć (obwodnice: Dzwoli, Gorajca, Lipska, Pułtuska i Wąchocka) otrzymały już zezwolenie na realizację inwestycji drogowej, trwają tam prace budowlane.
Ogłoszono przetarg na budowę kolejnych trzech obwodnic:
- Gąsek (DK65, 3 km)
- Gorajca (DK74, 6,6 km)
- Kamionnej (DK24, 3,5 km)[17]

## Planowane obwodnice

### Województwo dolnośląskie
- Głogów DK12
- Kaczorów DK3
- Legnica DK94
- Międzybórz DK25
- Milicz DK15
- Oława DK94
- Złoty Stok DK46

### Województwo kujawsko-pomorskie
- Brześć Kujawski DK62
- Kowalewo Pomorskie DK15
- Kruszwica DK62
- Lipno DK67
- Nowa Wieś Wielka DK25
- Strzelno DK15, DK25

### Województwo lubelskie
- Dzwola DK74
- Gorajec DK74
- Janów Lubelski DK74
- Łęczna DK82
- Łuków DK63, DK76
- Szczebrzeszyn DK74
- Zamość DK74

### Województwo lubuskie
- Dobiegniew DK22
- Kostrzyn nad Odrą DK31
- Przytoczna DK24
- Strzelce Krajeńskie DK22
- Wschowa, Dębowa Łęka DK12

### Województwo łódzkie
- Błaszki DK12
- Brzeziny DK72
- Łowicz DK92, DK70, DK14
- Srock DK12
- Wieluń DK45

### Województwo małopolskie
- Trzebinia DK79
- Limanowa DK28
- Maków Podhalański DK28
- Nowy Targ DK49
- Piwniczna DK87
- Tarnów DK73
- Wadowice DK28

### Województwo mazowieckie
- Ciechanów DK60
- Lipsko DK79
- Łąck DK60
- Ostrołęka DK53
- Pułtusk DK57, DK61
- Siedlce DK63
- Skaryszew DK9
- Sokołów Podlaski DK62, DK63
- Zwoleń DK79

### Województwo opolskie
- Brzeg DK39
- Lędziny DK46
- Prudnik DK41
- Sidzina DK46

### Województwo podkarpackie
- Brzostek, Kołaczyce DK73
- Jasło DK73
- Kolbuszowa DK9
- Miejsce Piastowe DK28
- Nowa Dęba DK9
- Pilzno DK73
- Przemyśl DK28, DK77
- Sanok DK84

### Województwo podlaskie
- Augustów DK16
- Białobrzegi DK8
- Sztabin DK8
- Suchowola DK8
- Zambrów DK63

### Województwo pomorskie
- Brzezie DK25
- Człuchów DK22, DK25
- Słupsk, Kobylnica DK21
- Starogard Gdański DK22
- Sztum DK55

### Województwo śląskie
- Blachownia, Herby DK46
- Szczekociny, Goleniowy DK78
- Kroczyce DK78
- Pradła DK78
- Nakło Śląskie DK78

### Województwo świętokrzyskie
- Chmielnik DK73
- Osiek DK79
- Starachowice DK42
- Wąchock DK42

### Województwo warmińsko-mazurskie
- Olsztyn, Dywity DK51
- Gąski DK65
- Pisz DK58, DK63
- Smolajny DK51
- Szczytno DK53, DK57

### Województwo wielkopolskie
- Gostyń DK12
- Grzymiszew DK72
- Kalisz DK25
- Kamionna DK24
- Koźmin Wielkopolski DK15
- Krotoszyn, Zduny, Cieszków DK15
- Strykowo DK32
- Żodyń DK32

### Województwo zachodniopomorskie
- Człopa DK22
- Gryfino DK31
- Kołbaskowo DK13
- Rusinowo DK22
- Stargard DK20
- Szczecinek DK20
- Szwecja DK22
- Wałcz, Strączno DK22
- Złocieniec DK20[18]